# Christian Albecker

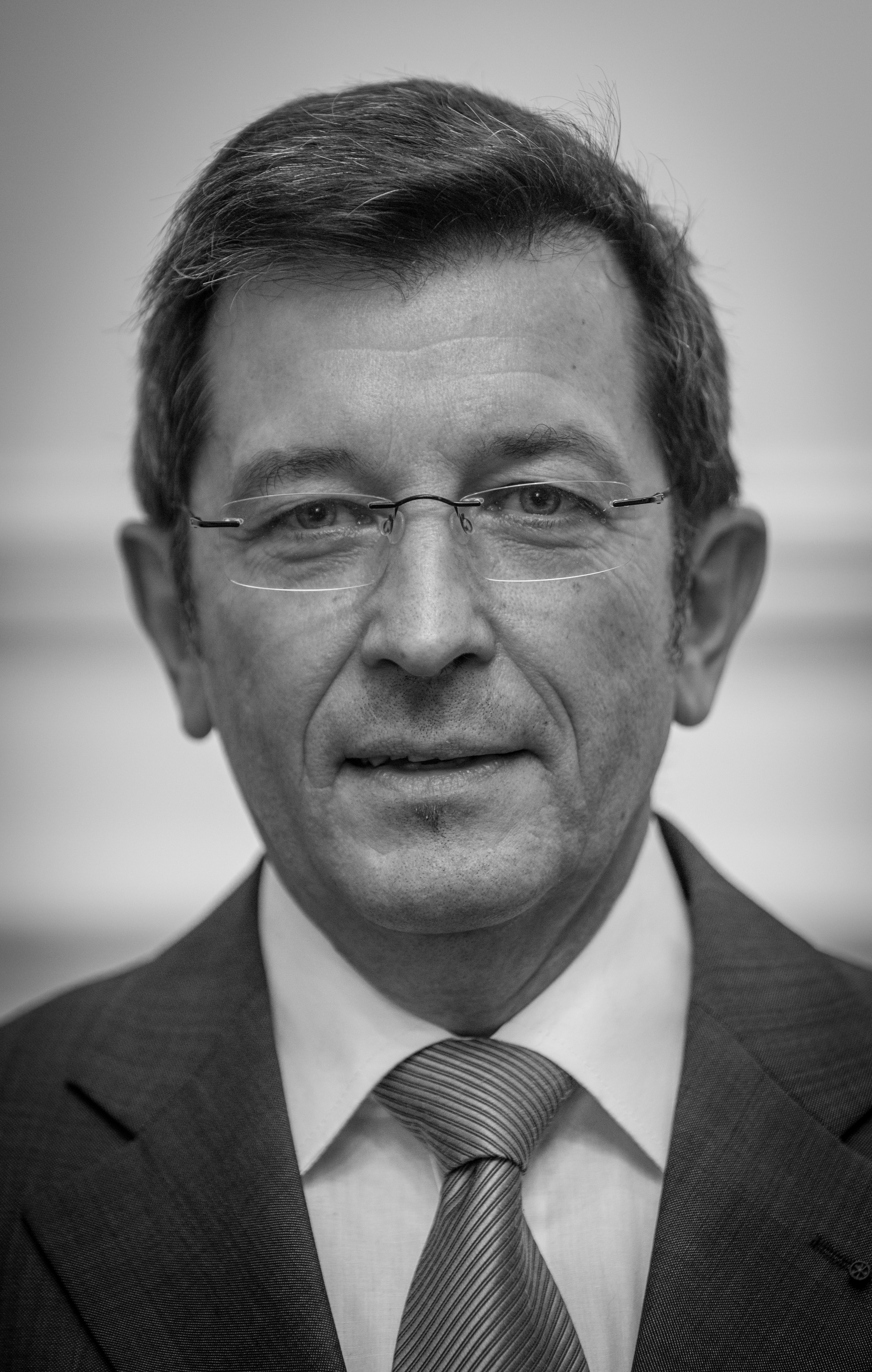
Christian Albecker im Dezember 2013

Christian Jean Georges Albecker (* 3. Mai 1955 in Straßburg) ist ein französischer Spitzenbeamter und Theologe. Von 2014 bis 2024 amtierte er als Präsident der Protestantischen Kirche Augsburgischen Bekenntnisses von Elsass und Lothringen und zugleich als  Präsident der Union Protestantischer Kirchen von Elsass und Lothringen.

## Leben
Albecker, ein Sohn des Kunstmalers René Albecker und dessen Frau Marie Schmidt, wuchs im Straßburger Stadtteil Robertsau auf und legte 1972 am Lycée Kléber die Abschlussprüfung ab, wobei er im Concours général im Fach Geographie ausgezeichnet wurde. Anschließend durchlief er die classes préparatoires aux Grandes écoles und begann 1975 das Studium an der École polytechnique. Später wechselte er auf die École nationale du génie rural, des eaux et des forêts. Er begann seine Karriere im Landwirtschaftsministerium, wurde 1984 Präfekt in der Region Elsass (Alsace) und schließlich Bankier bei der Crédit Agricole d’Alsace. Berufsbegleitend studierte er Evangelische Theologie und erwarb das Lizentiat in der Faculté de théologie protestante de Paris und 1990 den Magistergrad an der Universität Straßburg. Ab demselben Jahr war er nebenamtlich Vizepräsident der Protestantischen Kirche Augsburgischen Bekenntnisses von Elsass und Lothringen. 1995 wechselte er ganz in den kirchlichen Dienst, indem er die Leitung der diakonischen Einrichtung Fondation protestante Sonnenhof und den Vorsitz der Société évangélique de mission intérieure de Strasbourg (SEMIS) übernahm. 2001 wurde er auch Vizepräsident der Fondation du protestantisme.

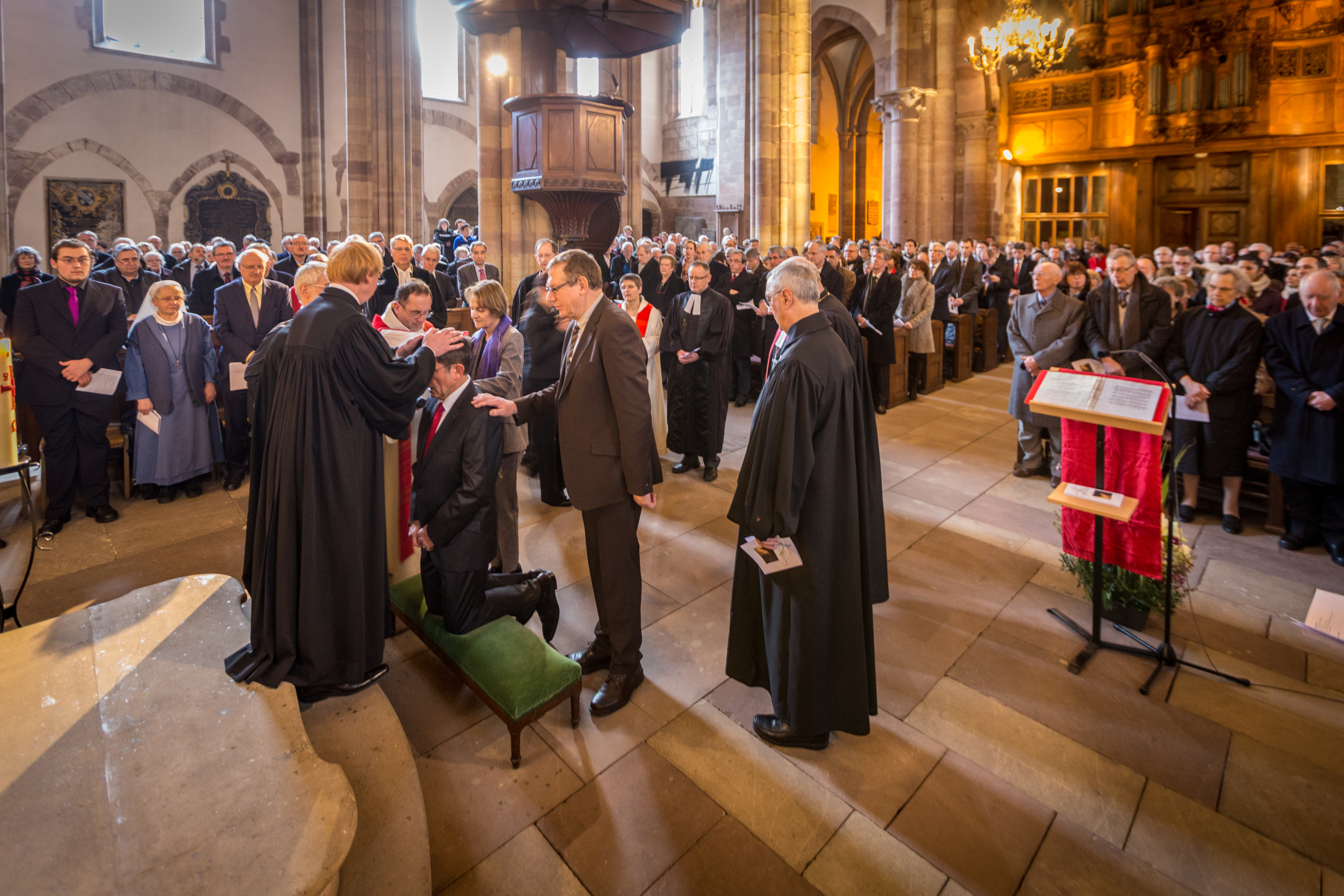
Einführungsgotesdienst in der Kirche Saint-Thomas in Straßburg

Im Oktober 2013 wurde Albecker als Nachfolger von Jean-François Collange zum Präsidenten der Protestantischen Kirche Augsburgischen Bekenntnisses von Elsass und Lothringen (EPCAAL) gewählt. Er trat sein Amt im Februar 2014 an und wurde damit qua Amt zugleich Stiftsherr des Thomasstifts in Straßburg. Ebenfalls im Februar 2014 wurde er auch zum ersten Mal in eine dreijährige Amtsperiode als Präsident der Union Protestantischer Kirchen von Elsass und Lothringen gewählt.
Als Kirchenpräsident der EPCAAL wurde er im Juli 2024 verabschiedet. Seine Nachfolge übernahm Pfarrerin Isabelle Gerber.
Albecker ist seit 1978 mit der Zahnärztin Sylvie Grappe verheiratet. Sie haben gemeinsam drei Töchter, von denen die älteste, Marie-Fleur (* 1981), als Geographin und auch als Romanautorin hervorgetreten ist.

## Ehrungen
Albecker wurde 2007 als Offizier in den Ordre national du Mérite aufgenommen.

## Schriften
- L’Évangile dans la cité. Histoire de la Mission urbaine de Strasbourg, de 1890 à 1939. Strasbourg 1992.
- mit Marc Lienhard, René Gutman, Philippe Richert: Luther, les juifs et nous. Vademecum, Strasbourg 2017.